# درجة التقريب
درجة التقريب في العلوم عبارة عن مستوى دقة التقريب لمعطى معين فيقال مثلا تقريب من الدرجة صفر والأولى وهكذا.